# Eatoniella olivacea
Eatoniella olivacea är en snäckart som först beskrevs av Hutton 1882.  Eatoniella olivacea ingår i släktet Eatoniella och familjen Eatoniellidae. Inga underarter finns listade i Catalogue of Life.